# M1900 76mm野砲

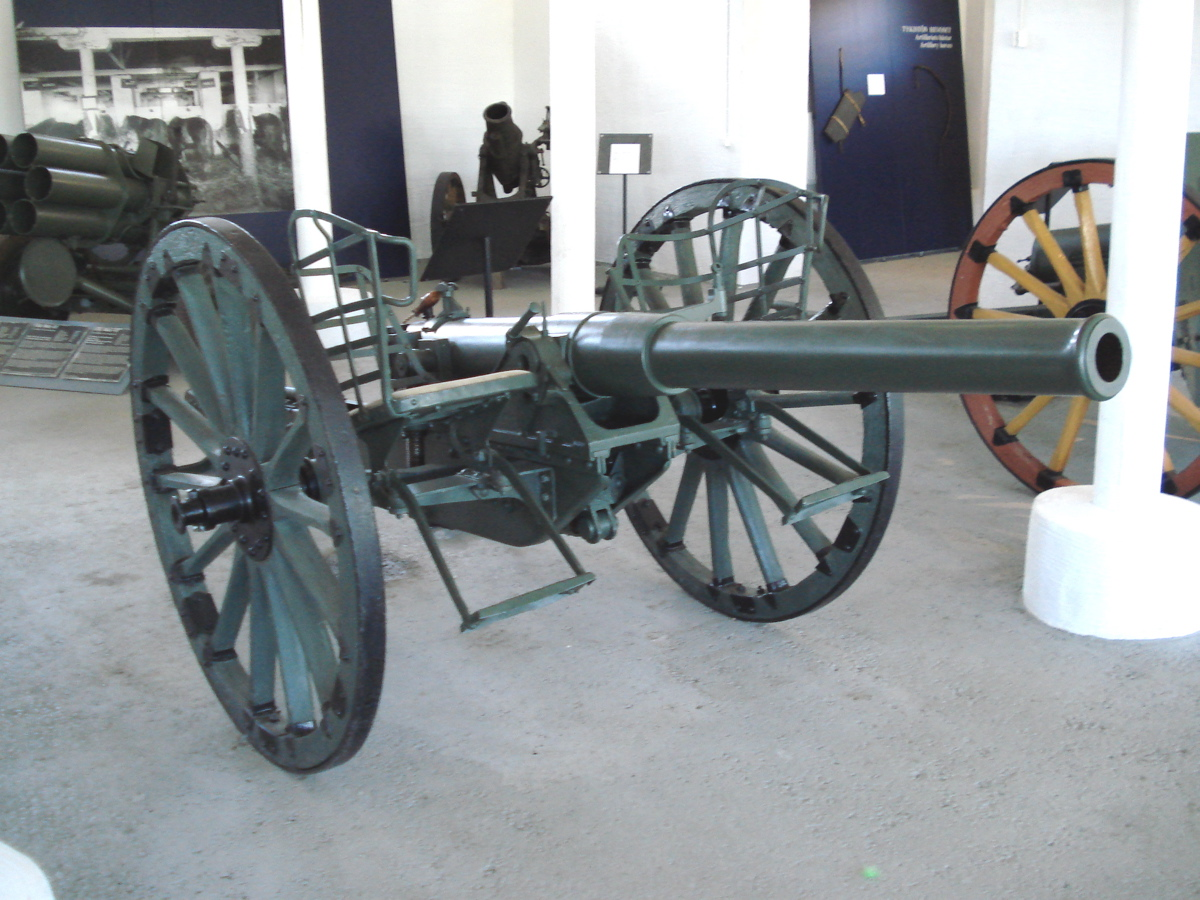
M1900 76mm野砲

M1900 76mm野砲（ロシア語：76-мм пушка образца 1900 года）とは、1900年にロシア帝国が採用した野砲である。
M1900野砲はロシア帝国の火砲としては初めて口径76.2mmの砲弾を採用し、砲弾は改良されながらもZiS-3 76mm野砲のころまで使用され続けた。砲身に駐退復座機がないため、制式採用時点で旧式化してしまっていた。
本砲は、駐退複座機が実用化される以前の、過渡的な衝撃抑制機構を備えた火砲である。砲身と俯仰機構を組み込まれた架台が単脚のスライドレールに接合されており、単脚の中に衝撃を吸収するための発条が仕込まれている。この機構では発砲時の反動を完全に吸収することはできず、砲は発砲の度に動揺する。また揺架が無いため照準器は砲身についており、発砲の度に砲手は砲を離れ照準をやり直さなければならない事から、真の速射砲とは見なされない。この当時の火砲技術の進歩は早く、本砲に限らず他国でも駐退複座機を備えた新火砲に早期に交代している。

## 実戦
M1900野砲は後継のM1902 76mm野砲と共に日露戦争や第一次世界大戦でロシア帝国軍の主力野砲として使用された。
ロシア革命後のロシア内戦、フィンランド内戦、ポーランド・ソビエト戦争で運用され、1920年代には退役したと思われる。なお、フィンランド国防軍でも独立時に接収したM1900野砲を76 K 00として制式採用している。日露戦争で火砲と弾薬の不足に悩まされた日本軍も、多数の弾薬と共に鹵獲した本砲を使用している。

## スペック

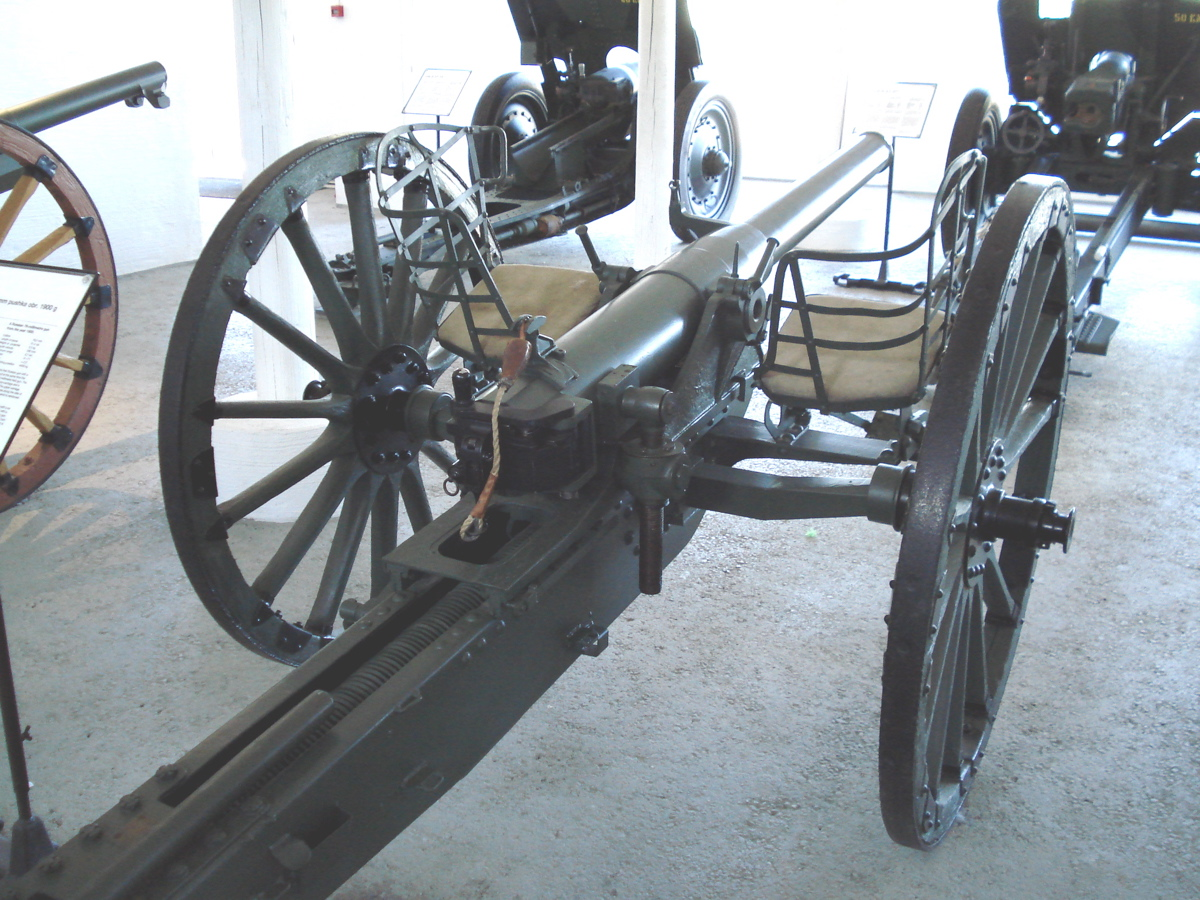
M1900野砲の後部。

- 口径：76.2mm
- 全長：m（牽引時）
- 全幅：m
- 重量：1,000kg（射撃時） [1]
- 砲身長：2362.2mm（31口径）
- 仰俯角：-6°~+11°
- 左右旋回角：2.5°
- 運用要員：名
- 発射速度：発/分（最大）
- 射程：8,500m
- 生産期間：年~年
- 生産総数：門